# Hegesias van Cyrene
Hegesias van Cyrene (circa 290 v.Chr.), ook wel Peisithanatos ('πεισιθάνατος') genoemd ('de tot de dood bewegende'), was een Grieks filosoof uit de Cyreense school.
Diogenes Laërtius omschreef Hegesias als leerling van Paraebates, een leerling van Epitimedes die een leerling was van Antipater van Cyrene, een leerling van Aristippos van Cyrene. Hegasius was een medestudent van Anniceris.
Volgens Hegesias is gelukkig zijn bijna onmogelijk. Het doel in het leven zou het vermijden van pijn en lijden moeten zijn. Concepten als rijkdom, armoede, vrijheid en slavernij zijn neutraal en kunnen evengoed pijn als plezier veroorzaken.
Cicero beweerde dat Hegesias een boek getiteld Dood door verhongering ('ἀποκαρτερῶν') schreef. Het boek, uitgegeven in Alexandrië, schetste zo een zwartgallige kijk op het leven dat het mensen tot zelfmoord aanzette waardoor de Egyptische koning Ptolemaeus het bespreken ervan verbood.
Sommige bronnen menen dat Hegesias beïnvloed werd door de boeddhistische leer.